# Operatie Jachin

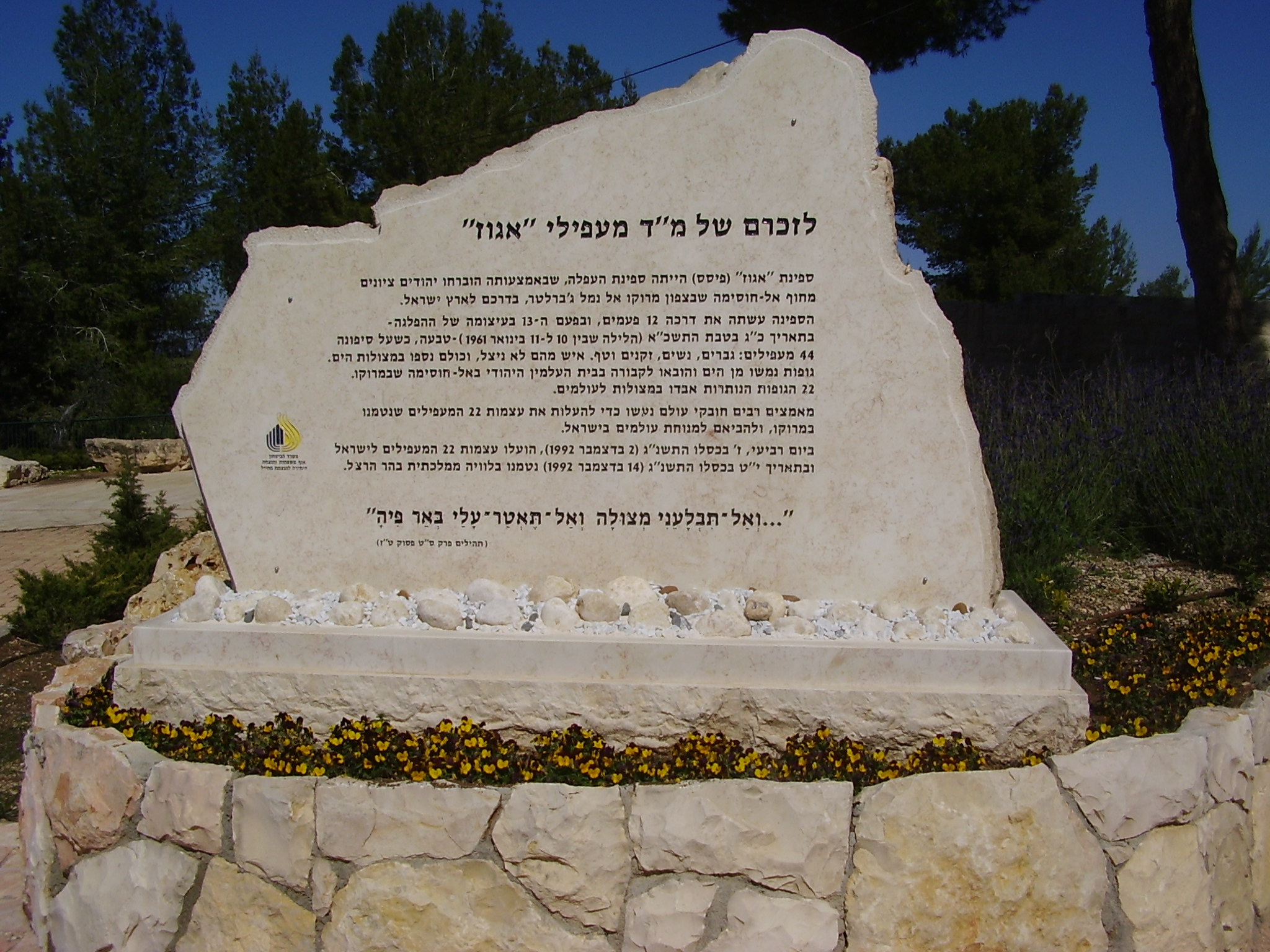
Gedenksteen op de Herzlberg voor de scheepsramp met de Egoz

Operatie Jachin of Yachin (Hebreeuws: עליה ג', Alia C) was een geheime operatie van de Mossad waarbij tienduizenden Marokkaanse Joden van november 1961 tot en met het voorjaar van 1964 naar Israël gebracht werden. De operatie was vernoemd naar de rechterzuil van de Joodse tempel (de linkerzuil is genaamd Boaz).

## Geschiedenis
De operatie werd opgezet naar aanleiding van een scheepsramp op 10 januari 1961 waarbij het schip Egoz (oorspronkelijk Pisces genoemd) voor de noordkust van Marokko zonk. 44 Marokkaans-Joodse vluchtelingen die naar Israël wilden emigreren kwamen om het leven.
In het kader van Operatie Jachin vertrokken ruim 80.000 Joden per vliegtuig of schip uit Casablanca en Tanger via Frankrijk en Italië naar Israël. Tot de vluchtelingen behoorde onder andere Ya'akov Margi, de latere Israëlische minister van Religieuze Dienstverlening.